# Megalagrion leptodemas
Megalagrion leptodemas is een libellensoort uit de familie van de waterjuffers (Coenagrionidae), onderorde juffers (Zygoptera).
De soort staat op de Rode Lijst van de IUCN als kritiek, beoordelingsjaar 2006, de trend van de populatie is volgens de IUCN dalend.
De wetenschappelijke naam van de soort is voor het eerst geldig gepubliceerd in 1899 door Perkins.